# Fratellino e Sorellina

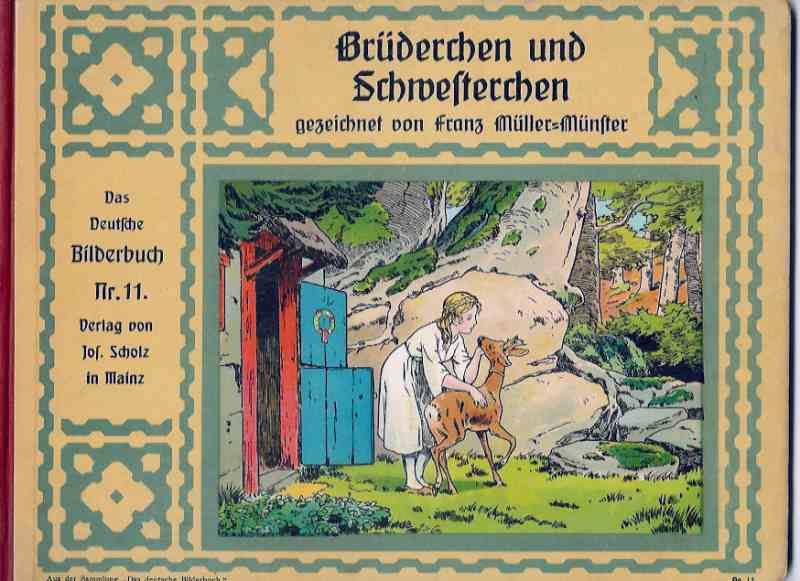
Illustrazione della fiaba ad opera di Franz Müller-Münster (1867)

Fratellino e Sorellina è una famosa fiaba europea, contenuta nella raccolta Kinder- und Hausmärchen dei fratelli Grimm, dove si trova alla posizione nº 11 con il titolo di Brüderchen und Schwesterchen.

## Trama
Un fratellino e una sorellina, stanchi delle umiliazioni e dei soprusi della loro matrigna, decidono un giorno di fuggire di casa e così si ritrovano a vagare nel bosco. La matrigna, però, che è una strega, si accorge della loro fuga e fa un incantesimo a tutte le sorgenti del bosco, cosicché appena i due bambini avranno avuto sete, bevendo alle fonti si tramuteranno in belve. Quando il fratellino sta per bere da una sorgente, la sorellina sente il suo suono impetuoso dire "Chi beve da me diventerà una tigre": disperatamente lei implora il fratellino di non bere dalla sorgente e lui obbedisce con riluttanza. Così continuano per la loro strada, ma quando arrivano alla seconda sorgente, la sorellina sente: "Chi beve da me diventerà un lupo" e ancora una volta ferma il fratellino. Alla terza sorgente, la ragazza sente il grido dell'acqua urlare: "Chi beve da me diventerà un capriolo", ma suo fratello ha già bevuto e si trasforma in un capriolo. La sorellina piange tanto ma decide di non abbandonarlo mai e gli lega la propria catenina d'oro al collo per non farlo fuggire. Dopo aver a lungo camminato giungono finalmente a una casetta dove decidono di fermarsi ad abitare, e per qualche tempo conducono una vita felice.
Un giorno per tutto il bosco si sentono i corni risuonare e i cani latrare: è il re che va a caccia. Il capriolo comincia a scalpitare e, avendo mantenuto l'uso della parola, manifesta alla sorellina il desiderio di uscire fuori per andare a vedere, pregandola così a lungo che ella, pur ansiosa, deve acconsentire ma gli disse di tornar presto e, una volta davanti alla porta, di farsi riconoscere dicendo "Sorellina mia, lasciami entrare!". Il fratellino si diverte tanto: i cacciatori lo inseguono per tutto il bosco ma non riescono mai a prenderlo. Il giorno dopo succede lo stesso, ma i cacciatori riescono infine a ferirlo, così che egli se ne va zoppicando fino alla casetta, ripete alla sorella di farlo entrare, e un cacciatore lo vede e riferisce la cosa al re. Il sovrano il giorno dopo ordina ai cacciatori di inseguire nuovamente il capriolo, ma senza fargli male, finché non arriverà alla casetta. Quando il re vede la fanciulla se ne innamora perdutamente e le chiede di sposarlo: lei anche un po' spaventata, finisce per acconsentire ma a patto che anche il capriolo possa vivere, e il re promette.
Dopo le nozze, marito moglie e cognato vivono felici per molti anni e la nuova regina poi partorisce un maschietto, finché la vecchia matrigna non viene a sapere che i due bambini non sono morti nel bosco ma anzi felici alla corte del re e decide di tramare ancora una volta contro di loro. La donna si reca al castello, invita la regina a fare un bagno, accende nel bagno un gran fuoco e vi rinchiude la figliastra che perciò viene asfissiata dal fumo. Poi mette al suo posto nel letto la propria figlia naturale (brutta e senza un occhio) a cui diede con la magia il bell'aspetto della regina, ma a cui non poté restituire l'occhio perduto: al ritorno il re vuole visitare moglie e figlio, ma la strega, travestita da cameriera, inventa che dopo la maternità la regina sopporta male la luce del sole e non può farsi vedere. Quella notte la bambinaia, che dorme nella stanza del neonato, vede entrare la vera regina che allatta il figlioletto, accarezza il capriolo e se ne va. E così accade la notte seguente, finché la bambinaia non racconta tutto al re, il quale la terza notte vuole restare sveglio per vedere con i suoi occhi. Il re la riconosce e dopo un suo abbraccio, la regina torna in vita. La matrigna e la figlia vengono processate per i loro crimini, la seconda bandita nel bosco e fatta a pezzi da animali selvatici, e la matrigna viene bruciata sul rogo. Nel momento esatto della sua morte, il capriolo diventa di nuovo umano e alla fine la famiglia si riunisce, e vissero felici e contenti.

## Classificazione
- KHM 11.
- Sistema di classificazione Aarne-Thompson: tipo 450, Little Brother and Little Sister.

## Origini e varianti

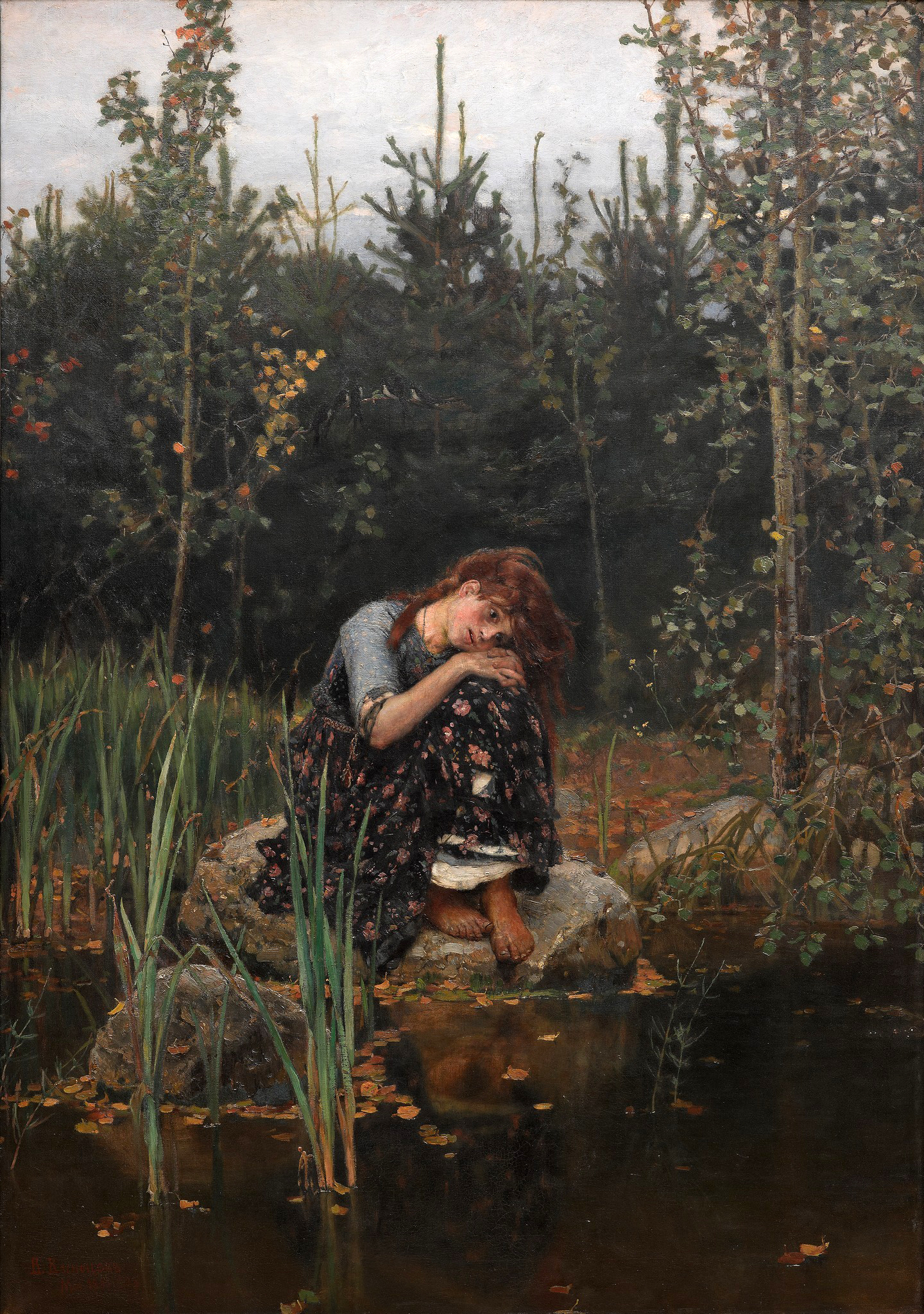
Alënuška che piange il fratellino Ivanuška, dipinto di Viktor Vasnecov (1881)

La prima opera scritta che riporta la storia di Fratellino e Sorellina, con il titolo di Ninnillo e Nennella, è il Pentamerone di Giambattista Basile. La fiaba ha poi circolato per l'Europa con altri titoli mantenendo però intatta la trama principale. Particolarmente conosciuta è la versione russa, intitolata Sorella Alënuška, Fratello Ivanuška e contenuta nella raccolta Narodnye russkie skazki di Aleksandr Afanas'ev. Qui il fratellino si disseta in una pozza lasciata dall'impronta di uno zoccolo e si trasforma in un'oca anziché in un capriolo. La sorellina, poi, non sposa un re ma un uomo "normale" e nonostante ciò viene comunque raggiunta dalla matrigna che vuole distruggere la sua fortuna. Un'altra differenza risiede nell'inesistenza della figura della figlia naturale della strega. Anche in questa versione, però, il fratellino viene liberato dall'incantesimo solo con la punizione della malvagia matrigna.
Un'altra versione, contenuta nella raccolta dei fratelli Grimm, è L'agnellino e il pesciolino.
La fiaba è stata talvolta confusa con quella di Hänsel e Gretel, conosciuta anche con il titolo di Fratellino e Sorellina. I fratelli Grimm cercarono di distinguere le due storie proprio dando loro diversi titoli. La fiaba fu pubblicata nella loro raccolta Fiabe nel 1812 e vi furono apportate alcune modifiche nell'edizione del 1819.

## Interpretazioni
Il motivo della sorella che salva il fratello è presente anche in altre storie, come I dodici fratelli, I sette corvi e I sei cigni. Nell'epoca e nei luoghi in cui la fiaba fu presumibilmente creata, molti uomini venivano chiamati alle armi dai sovrani come soldati mercenari e, di conseguenza, questi lasciavano tutto alle loro sorelle, sulle quali, d'altra parte, potevano esercitare maggior controllo, anche per quanto riguardava il loro matrimonio. Queste storie, dunque, sono state interpretate come il desiderio delle donne del ritorno dei propri fratelli a liberarle da tale controllo.
La moderna psicoanalisi interpreta il rapporto tra fratello e sorella di questa fiaba come metafora della dualità animale e spirituale dell'uomo. Secondo questa analisi, il fratello rappresenterebbe il lato istintivo e la sorella quello razionale. All'inizio della fiaba, infatti, i due fratelli sono ancora bambini e dimostrano chiaramente un'opposizione nelle loro rispettive scelte: il fratellino non riesce a controllare l'impulso di bere alla fonte e viene conseguentemente punito con la trasformazione in capriolo. Si noti, tra l'altro, la simbologia del gesto con cui la sorellina cinge il collo del fratellino con una catena d'oro, che suggerisce il tentativo di dominare il suo lato animale e a cui segue un periodo di relativa felicità in cui i due (quindi i due lati razionale ed istintivo) vivono armoniosamente. In tale contesto, Fratellino e Sorellina può essere visto anche come racconto di formazione.
Un'altra chiave interpretativa si è soffermata sulla fedeltà familiare nelle avversità e nella separazione.

## Adattamenti
- Nella serie animata giapponese Le fiabe son fantasia (Gurimu Meisaku Gekijō), 1987, l'episodio 36 è dedicato a Fratellino e Sorellina
- Nella serie animata tedesca Simsalagrimm, 1999, l'episodio 13 della prima serie è dedicato a Fratellino e Sorellina
- Nella serie animata Fiabe Ungheresi (Magyar népmesék, 1980-2011), l'episodio 5 della sesta stagione, Cerceruska, è basato sulla variante ungherese della fiaba, con protagoniste due sorelle.
- Nella serie tedesca Le più belle fiabe dei fratelli Grimm (Sechs auf einen Streich), 2008, l'episodio 5, diretto da Wolfgang Eißler con Andrea Sawatzki e Hans-Laurin Beyerling, è dedicato a Fratellino e Sorellina.